# Antwerp Port Epic 2025
La 8e édition de l'Antwerp Port Epic, une course cycliste masculine sur route, a lieu en Belgique le 9 juin 2025. L'épreuve se dispute entre Anvers et Anvers. Elle fait partie du calendrier UCI Europe Tour 2025 en catégorie 1.1 ainsi que de la coupe de Belgique de 2025.

## Parcours
Le parcours de 194,5 kilomètres comprend 24 kilomètres de sections pavées et 34 kilomètres de chemins de terre. Le départ et l'arrivée ont lieu sur la Schengenplein (place de Schengen), située dans la partie sud du port d'Anvers.

## Équipes participantes
| Unknown team category |
|                       |

## Classements

### Classement final
| \| Classement général \| Classement général \| Classement général \| Classement général \| Classement général \| \| Coureur \| Coureur \| Pays \| Équipe \| Temps \| \| ------------------ \| ------------------ \| ------------------ \| ------------------ \| ------------------ \| |         |      |        |       |
| |         |      |        |       |
| |         |      |        |       |
| Classement général |         |      |        |       |
| Coureur | Coureur | Pays | Équipe | Temps |

### Classements UCI
La course attribue des points au classement mondial UCI 2025 selon le barème suivant :
| Position           | 1er | 2e | 3e | 4e | 5e | 6e | 7e | 8e | 9e | 10e | 11e | 12e | 13e à 15e | 16e à 25e |
| Classement général | 125 | 85 | 70 | 60 | 50 | 40 | 35 | 30 | 25 | 20  | 15  | 10  | 5         | 3         |